# Jaden Crumedy
Jaden Jermaine Crumedy (Hattiesburg, 30 luglio 2000) è un giocatore di football americano statunitense che milita nel ruolo di defensive end per i Carolina Panthers della National Football League (NFL).

## Carriera universitaria
Crumedy al college giocò a football a Mississippi State dal 2019 al 2023. Nell'ultima stagione mise a segno 35 tackle, di cui 3,5 con perdita di yard, 2,5 sack e 2 passaggi deviati.

## Carriera professionistica

### Carolina Panthers
Crumedy fu scelto nel corso del sesto giro (200º assoluto) del Draft NFL 2024 dai Carolina Panthers. Il 29 agosto 2024 fu inserito in lista infortunati. Tornò attivo il 6 novembre e chiuse la sua prima stagione con 13 placcaggi e 0,5 sack in 5 presenze, nessuna delle quali come titolare.